# Comté de Clear Creek
Pour les articles homonymes, voir Clear Creek.
Le comté de Clear Creek est un comté du Colorado. Son siège est la ville de Georgetown. Il doit son nom à la rivière Clear Creek.
Outre Georgetown, les municipalités du comté sont Empire, Idaho Springs et Silver Plume.
Il fait partie de la zone métropolitaine Denver-Aurora.

## Démographie
| 1870  | 1880  | 1890  | 1900  | 1910  | 1920  |
| ----- | ----- | ----- | ----- | ----- | ----- |
| 1 596 | 7 823 | 7 184 | 7 082 | 5 001 | 2 891 |

| 1930  | 1940  | 1950  | 1960  | 1970  | 1980  |
| ----- | ----- | ----- | ----- | ----- | ----- |
| 2 155 | 3 784 | 3 289 | 2 793 | 4 819 | 7 308 |

| 1990  | 2000  | 2010  | - | - | - |
| ----- | ----- | ----- | - | - | - |
| 7 619 | 9 322 | 9 088 | - | - | - |